# Gürgenpınarı, Bartın
Gürgenpınarı là một xã thuộc thành phố Bartın, tỉnh Bartın, Thổ Nhĩ Kỳ. Dân số thời điểm năm 2011 là 962 người.